# 아스트로바이러스
아스트로바이러스(Astroviruses)는 1975년 설사 집단발병 사태 도중에 전자현미경을 통해 처음 발견된 바이러스이다. 지금까지 사람뿐만 아니라 다른 동물들에게서도 발견되었는데, 포유류에게서 발견된 종들을 묶어 마모아스트로바이러스(Mamoastrovirus)로, 오리, 닭, 칠면조 등의 가금류에서 발견된 종들을 묶어 아바스트로바이러스(Avastrovirus)로 각각 별개의 속을 만들어 분류한다. 아스트로바이러스는 28~35 nm 직경의 정이십면체 캡시드를 가지는데, 전자현미경 아래에서는 마치 오각형이나 육각형의 별처럼 나타난다. 따라서 그리스어로 별이라는 의미의 아스트로(고대 그리스어: ἀστήρ)를 따 아스트로바이러스로 명명한 것이다. 바이러스 외피가 없으며, 양성 단일가닥 RNA 바이러스를 유전체로 가지는데, 이런 성질을 가진 바이러스들 중에서 피코르나바이러스과, 칼리시바이러스과와 함께 세 번째로 발견된 것이다. 사람 아스트로바이러스는 전세계의 어린이들에게 장염을 유발한다는 것이 알려져 있다.

## 증상
몇몇 아르보바이러스들은 아직 면역계가 약한 어린이들과 청소년, 노인들에게 장염을 일으키는 원인으로 인식되고 있다. 대변과 장 상피세포에서 바이러스 입자가 발견되어 위장관에서 바이러스 복제가 발생함을 시사한다. 주요 증상으로는 설사가 있고, 메스꺼움, 구토, 발열, 불편감, 복통 등이 잇따라 발생한다. 잠복기는 대략 3~4일 정도인 것으로 나타났다. 심각한 질병을 일으키지는 않으며, 드물게 탈수를 일으키기도 한다. 증상의 종류와 심각성은 발생한 지역에 따라 달라지는데, 이는 기후적 요인이 바이러스의 생활사나 전염력에 영향을 주기 때문으로 보인다. 영양실조와 면역결핍 환자의 경우 심각한 증상이나 합병증이 발생할 수 있다. 이들을 제외하고서는 대부분 2일에서 4일 정도가 지나면 증상이 저절로 줄어들기 때문에 굳이 입원할 필요는 없다.

### 진단
진단은 전자현미경, 효소결합면역흡착검사(ELISA), 면역 형광법, 중합효소 연쇄 반응 등을 통해 대변에서 항원이나 바이러스의 유전체 등을 발견함으로써 이루어진다. 실시간 중합효소연쇄반응(RT-PCR)로 아스트로바이러스의 모든 유전자형을 검사할 수 있다.

## 병원성
아스트로바이러스는 장내 상피세포를 파괴함으로써 대장의 본래 기능인 흡수 기작을 억제하고 장액 분비를 멈추며, 장 상피조직의 투과성을 낮춤으로써 장염을 일으킨다. 염증반응은 관측되지 않는다.

## 치료
왈덴스트룀 마크로클로불린혈증에 걸린 78세 노인에게 4일간 아스트로바이러스 항체를 0.4g/kg만큼 투여하여 아스트로바이러스 감염증을 완치한 사례가 있다.

## 바이러스학

### 분류학
아스트로바이러스과는 포유류를 감염시키는 마모아스트로바이러스속(Mamoastrovirus)과 조류를 감염시키는 아바스트로바이러스속(Avastrovirus)으로 나뉜다. 각 종의 이름은 그 종이 감염시키는 숙주에 따라 명명되었는데, 일부 종의 경우 여러 가지 혈청형이 존재하는 것이 드러났다. 소 아스트로바이러스는 최소 3개의 유전자형이 존재한다.

### 구조
별과 같은 외형을 가지고 있어, 그리스어로 별을 의미하는 단어로부터 그 이름이 지어졌다. 외피가 없는 RNA 바이러스로, 정육면체의 캡시드를 가지고 있다. 직경은 28~35 nm이다.
사람 아스트로바이러스는 마모아스트로바이러스속의 한 종으로, 8개의 혈청형을 가지고 있으며 캡시드에는 뚜렷한 돌기 구조가 나타난다. 돌기의 도메인은 특히 3겹으로 된 베타-샌드위치 폴드(beta-sandwich fold)와, 6개의 폴리펩타이드 가닥으로 이루어진 베타-배럴(beta-barrel) 구조를 보인다. E형 간염바이러스도 이와 유사한 구조를 보이는 것으로 나타났다. 따라서 이 두 바이러스가 계통적으로 가까이 위치할 것이라는 추측이 존재한다.